# Conraua derooi
Conraua derooi é uma espécie de anfíbio da família Ranidae.
Pode ser encontrada nos seguintes países: Gana e Togo.
Os seus habitats naturais são: florestas subtropicais ou tropicais húmidas de baixa altitude e rios.
Está ameaçada por perda de habitat.